# Kalanchoe integrifolia
Kalanchoe integrifolia är en fetbladsväxtart som beskrevs av John Gilbert Baker. Kalanchoe integrifolia ingår i släktet Kalanchoe och familjen fetbladsväxter. Inga underarter finns listade i Catalogue of Life.